# Eamon Duffy
 (février 2023).
Eamon Duffy (né le 9 février 1947) est un historien irlandais. Il est professeur d'histoire du christianisme à l'Université de Cambridge et membre et ancien président du Magdalene College.

## Biographie
Duffy est né le 9 février 1947, à Dundalk, Irlande. Il se décrit comme un "catholique de berceau". Il fait ses études à la St. Philip's School et à l'Université de Hull. Il entreprend des recherches de troisième cycle à l'Université de Cambridge, sous la direction d'Owen Chadwick et Gordon Rupp.
Duffy est spécialisé dans l'histoire religieuse de la Grande-Bretagne du XVe au XVIIe siècle. Il est également un ancien membre de la Commission Pontificale d'Histoire. Son travail fait beaucoup pour renverser l'image populaire du catholicisme tardif médiéval en Angleterre comme moribond, et le présente plutôt comme une force culturelle dynamique.

## Livres
- Humanism, Reform and the Reformation: The Career of Bishop John Fisher (1989), avec Brendan Bradshaw
- The Stripping of the Altars: Traditional Religion in England, c.1400 to c.1580 (1992; rééditions en 2005 et 2022)
- Saints and Sinners, a History of the Popes, Yale University Press, 1997 (ISBN 0-300-07332-1, lire en ligne )
- The Voices of Morebath: Reformation and Rebellion in an English Village (2001)
- "The Shock of Change: Continuity and Discontinuity in the Elizabethan Church of England", dans Anglicanism and the Western Catholic Tradition (2003)
- Faith of Our Fathers: Reflections on Catholic Tradition (2004)
- Walking to Emmaus (2006)
- Marking the Hours: English People and Their Prayers, 1240–1570 (2006)
- Faith of Our Fathers: Reflections on Catholic Tradition (2006)
- Fires of Faith: Catholic England Under Mary Tudor (2009)
- Ten Popes Who Shook the World (2011)
- Saints, Sacrilege and Sedition: Religion and Conflict in the Tudor Reformations (2012)  (ISBN 1441181172)
- Reformation Divided: Catholics, Protestants, and the Conversion of England (2017)
- The Hope That Is Within You – Eamon Duffy in Conversation with Raymond Friel (2017)
- Royal Books and Holy Bones: Essays in Medieval Christianity (2018)  (ISBN 9781472953230)
- John Henry Newman: A Very Brief History (2019)
- A People's Tragedy: Studies in Reformation (2020)  (ISBN 978-1-4729-8385-5)